# Waldemar Wiązowski
Waldemar Bogdan Wiązowski (ur. 25 grudnia 1944 w Pionkach) – polski polityk, inżynier i samorządowiec, poseł na Sejm RP III, V i VI kadencji.

## Życiorys
Z zawodu inżynier budownictwa, ukończył studia na Politechnice Wrocławskiej. W 1968 był członkiem komitetu strajkowego na tej uczelni. Od 1970 do drugiej połowy lat 90. pracował jako główny energetyk w Zakładach Tworzyw Sztucznych „Erg” w Oławie.
Od 1979 do 1980 należał do Polskiej Zjednoczonej Partii Robotniczej, w latach 1990–2000 do Porozumienia Centrum (był członkiem Naczelnej Rady Politycznej PC), a w 2000 przystąpił do Porozumienia Polskich Chrześcijańskich Demokratów (był prezesem zarządu regionu partii).
W latach 1990–1994 był przewodniczącym rady miejskiej w Oławie, a od 1997 do 2002 pełnił funkcję burmistrza tej miejscowości, w 2002 przegrał wybory w II turze. Do 2005 był też radnym miejskim (po raz ostatni wybrany w 2002), współtworzył lokalne ugrupowanie Porozumienie na Rzecz Rozwoju Ziemi Oławskiej.
W latach 1997–2001 pełnił także funkcję posła III kadencji, wybranego z listy Akcji Wyborczej Solidarność. W 2001 bezskutecznie ubiegał się o reelekcję z listy AWSP. W styczniu 2002 został przewodniczącym regionu Stronnictwa Konserwatywno-Ludowego – Ruch Nowej Polski. Od 2002 był dyrektorem przedsiębiorstwa Rulimpex w Bolesławcu. W 2003 przystąpił do Prawa i Sprawiedliwości. W 2005 z listy tego ugrupowania ponownie został wybrany na posła V kadencji w okręgu wałbrzyskim. W wyborach parlamentarnych w 2007 po raz trzeci uzyskał mandat poselski, otrzymując 20 911 głosów. W wyborach w 2011 nie został wybrany do Sejmu.
Wszedł w skład komitetu wspierającego kandydaturę Karola Nawrockiego na prezydenta RP w wyborach w 2025.

## Odznaczenia
W 2020 odznaczony Krzyżem Wolności i Solidarności.